# Газалкентська ГЕС
Газалкентська ГЕС — гідроелектростанція в Узбекистані. Знаходячись між Ходжикентською ГЕС (вище по течії) та Таваксайською ГЕС, входить до складу каскаду на річці Чирчик, правій притоці Сирдар'ї (басейн Аральського моря).
У межах проєкту річку перекрили насипною греблею, яка утворила водосховище з об'ємом 16 млн м3 (корисний об'єм 7 млн м3).
Пригреблевий машинний зал обладнали трьома турбінами типу Каплан потужністю по 40 МВт, які використовують напір у 25 метрів та забезпечують виробництво 418 млн кВт·год електроенергії на рік.